# 貝原好古
貝原 好古（かいばら よしふる、1664年（寛文4年） - 1700年7月9日（元禄13年5月23日））は江戸時代前期の筑前国の儒学者、国学者、教育者。号は恥軒、字は敏夫。通称は市之進。名前は「かいはらこうこ」とも読まれる。

## 生涯
1664年（寛文4年）、筑前福岡藩の浦奉行で儒学者、本草学者の貝原楽軒の長男として生まれた。弟に歌人の貝原和軒がいる。のちにこれも儒学者、本草学者の叔父である貝原益軒の養子となる。
父とともに福岡藩に仕え、藩命により益軒の「筑前国続風土記」編集にも関わった。
中国の『爾雅』に倣った国語辞書『和爾雅』を編纂した。
イギリス帝国の外交官の男爵ミットフォードは、1866年から4年間の日本滞在中に日本語を学んでいたが、貝原の『諺艸』を知り、著者までは分からなかったらしいものの、内容の一部を英訳して本国で紹介し、初めて英語に翻訳された日本の本であろうと述べている。

## 編著
- 『和爾雅』（わじが）全8巻、1688年（貞享5年/元禄元年）
- 『日本歳時記』（榑桑歳時記）全7巻、1688年(貞享5年/元禄元年）[注釈 2]
- 『諺艸』（ことわざぐさ）全６巻、1701年（元禄14年） [注釈 3]
- 貝原益軒『筑前国続風土記』、1688年（貞享5年/元禄元年)